# Joaquín García Díez
Joaquín María García Díez es un político lucense, alcalde de Lugo entre 1995 y 1999, y diputado por Lugo en el Congreso de los Diputados entre 2004 y 2023.

## Orígenes
Joaquín García Díez nace en Ferrol el 16 de septiembre de 1954. Hijo de Joaquín García Álvarez, natural de Quiroga y de Emma Díez Trigo, de Monforte de Lemos. Joaquín es el mayor de cinco hermanos.
Tras el fallecimiento prematuro de sus padres, cursa sus estudios de bachillerato en el internado del Colegio de los Padres Jesuitas de Santa María del Mar en Vigo.
Realiza el servicio militar en Zaragoza antes de comenzar sus estudios universitarios en Santiago de Compostela donde entre 1974-1979 obtiene su graduación en Ciencias Biológicas, en la rama de ecología.
Ejerció como biólogo en una multinacional farmacéutica, y también desempeñó el cargo de técnico de organización en empresas familiares. Luego, tras un tiempo en la enseñanza, empezó a trabajar como biólogo en el Instituto Lucense de Desarrollo Económico y Social (INLUDES), donde ejerció distintas responsabilidades hasta ocuparse de su dirección.

## Trayectoria Política[1][2]
Joaquín García Díez se estrena en política en el año 1990. Durante el primer gobierno de Manuel Fraga en la Junta de Galicia se hizo cargo de la Secretaría General de la Consellería de Agricultura, Ganadería y Montes (1990-1991).
En mayo de 1991 Joaquín García Díez desembarca en la política municipal, formando parte de la candidatura  del PP de Lugo en las elecciones municipales. Desde ese año y hasta 1995 ejerce como primer teniente de alcalde y concejal de Economía y Medio Ambiente. Para García Díez esta etapa fue decisiva para descubrir su vocación municipalista y colaborar en la puesta en marcha de iniciativas en beneficio de Lugo.
En mayo de 1995 concurre como candidato a la alcaldía de Lugo por el Partido Popular obteniendo el mejor resultado conseguido por el PP hasta la fecha en la ciudad: 13 de los 25 miembros de la corporación.
A pesar de la mayoría absoluta que obtiene, García Díez practica una política que se caracteriza por el diálogo con todos los grupos municipales. El logro de acuerdos, y un periodo de grandes cambios en la ciudad de Lugo consiguieron, como le gusta recordar, “elevar la autoestima y el orgullo de los lucenses”.
De su etapa en la alcaldía destaca la transformación del centro histórico, la recuperación de zonas verdes en la orilla del río Miño, la urbanización, con nuevos diseños, de numerosas calles y avenidas en prácticamente todos los barrios de la ciudad; la puesta en marcha de numerosos alumbrados públicos en las parroquias y en la ciudad; la firma de convenios por importantes cuantías de inversión con el Ministerio de Fomento para la urbanización de la Avenida de La Coruña, Ronda de la Muralla, Carlos Azcárraga, rúa Santiago, Avenida de Madrid, San Roque o Avenida de las Américas.
En 1999 decide no presentarse a las elecciones municipales, y lo sustituye Ramón Arias Roca, que pierde la alcaldía al no conseguir mayoría absoluta ni poder sumar suficientes apoyos. José López Orozco, del PSdeG-PSOE, se convierte en alcalde con el apoyo del Bloque Nacionalista Galego (BNG). La última obra que García Díez, por decisión personal, inauguró antes de dejar la alcaldía fue la iluminación ornamental de la Catedral de Lugo.
En el año 2001 se incorpora a la Secretaría General de la Agencia Gallega de Desarrollo Rural y tras un paréntesis en su vida política, en marzo de 2004 es elegido diputado por la provincia de Lugo en el Congreso de los Diputados. Desde entonces viene realizando su trabajo como portavoz de pesca del Grupo Parlamentario Popular al tiempo que interesa y promueve iniciativas relacionadas con distintas problemáticas de la provincia de Lugo.
El 5 de junio de 2006 vuelve a la política local al ser designado candidato a la alcaldía de Lugo para las elecciones municipales de 2007, repitiendo los resultados que el PP había logrado en 2003 con su anterior candidato y manteniendo los nueve concejales de la agrupación, pero no pudiendo recuperar la alcaldía ante las sucesivas victorias de Orozco desde el año 99.
En 2010 renuncia a su acta de concejal para dedicarse en exclusiva a su labor como diputado por Lugo en el Congreso.
En 2019 pasó a ser segundo en la lista del PP al Congreso de los Diputados al decidir el partido que el cabeza de lista por Lugo sería Jaime de Olano. No obstante, consiguieron 2 diputados de los 4 de la provincia, por lo que continúa como representante en Madrid.

## Diputado del Congreso[2][4]
Joaquín García Díez ha tenido los siguientes cargos en el Congreso de los Diputados:
- Vocal de la Subcomisión posición de España ante la política agraria común.
- Ponente de la Ponencia del Proyecto de Ley de protección del medio marino.
- Portavoz de la Comisión de Medio Ambiente, Agricultura y Pesca
- Vocal de la Comisión para las políticas integrales de la discapacidad
- Vocal de la Comisión no permanente para la Seguridad Vial y Prevención de Accidentes de Tráfico